# Ragnoverso
Ragnoverso (Spider-Verse) è un arco narrativo a fumetti con protagonista l'Uomo Ragno, scritto da Dan Slott e Christos Gage, disegnato da Olivier Coipel e Giuseppe Camuncoli, e edito dalla Marvel Comics. Il primo episodio venne pubblicato nel novembre 2014 e si concluse nel febbraio 2015. In Italia la saga è stata pubblicata dal numero 627 al 633 del quindicinale Amazing Spider-Man, dal 28 maggio al 27 agosto 2015.
L'arco narrativo principale si dipana sulla testata dedicata all'Uomo Ragno: The Amazing Spider-Man. Il preludio è invece pubblicato nella collana The Superior Spider-Man e nella miniserie Edge of Spider-Verse.

## Trama

### Ai confini del Ragnoverso
Superior Spider-Man recluta svariate versioni alternative dell'Uomo Ragno da altrettante dimensioni parallele, per combattere la minaccia di Morlun e dei suoi fratelli, vampiri psichici che si nutrono dei totem del ragno nelle varie dimensioni del multiverso.
Nei 5 episodi della miniserie Edge of Spider-Verse si apprendono le storie e le sorti di Peter Parquagh, Spider-Man Noir, Spider-Woman, Spider-Man 2099, Aaron Aikman, Patton Parnel, Spider-UK, SP//dr, l'Uomo Ragno Assassino e dei Peter Parker protagonisti delle serie animate L'Uomo Ragno e i suoi fantastici amici e Spider-Man Unlimited.

### Ragnoverso
Peter, Silk, la Donna Ragno, Spider-Girl e Spider-Man 2099 vennero reclutati dall'esercito di Spider-UK, per combattere contro gli Eredi (Morlun e i membri della sua famiglia). Peter era il ragno più importante essendo l'unico che in passato avesse sconfitto un Erede.
Durante una missione per unirsi all'altra squadra su Terra-928, Peter fu sorpreso di vedere Otto Octavius/Superior Spider-Man tra loro (era stato trasportato lì mesi prima della sua morte). Quando l'erede Daemos li rintracciò su Terra-928, gli Spider-Men furono costretti a dividersi e a fuggire. Peter ebbe un colloquio con una morente versione alternativa di Ezekiel, che gli disse di proteggere l'Altro, la Sposa e il Figlio (Ben Parker, fratello di Spider-Girl) prima di morire.
Dopo aver sconfitto Otto per il comando del team, Peter andò con Anya Corazon e Gwen Stacy da Jessica Drew per chiederle di infiltrarsi tra gli Eredi. Poco dopo, la zona sicura venne attaccata dagli eredi Solus, Jennix e Morlun. Dopo che il primo uccise il Capitan Universo Spider-Man, l'esercito fu costretto a fuggire. Silk, che si era allontanata per conto suo, li contattò da Terra-3145 e disse di andare lì, poiché, essendo una Terra radioattiva, gli Eredi non potevano andarci. Dopo aver trovato riparo nella Sims Tower, il Ragno-esercito scoprì chi fosse lo spider-totem di questo universo: Ben Parker.
Questa versione di suo zio, però, non era disposta a combattere di nuovo. Utilizzando le pergamene mandate dalla Donna Ragno, che si era infiltrata precedentemente nella base degli Eredi, il ragno-esercito scoprì che i vampiri psichici volevano sacrificare l'Altro, la sposa e il figlio per impedire l'emergere di nuovi ragno-totem. Con Karn, fratello di Morlun, dalla loro parte, i ragni si diressero sul mondo degli Eredi per fermarli (Peter e Otto convinsero Ben Parker a combattere per l'ultima volta).
Dopo aver sconfitto gli Eredi, Peter li rinchiuse nella Sims Tower del mondo radioattivo, dove sarebbero potuti sopravvivere senza più far del male a qualcuno.

## Collane
| Titolo                    | Episodio  | Citazioni |
| Preludio                  | Preludio  | Preludio  |
| ------------------------- | --------- | --------- |
| Guardiani della Galassia  | FCBD 2014 |           |
| Amazing Spider-Man        | nn. 4-6   |           |
| Ai confini del Ragnoverso |           |           |
| Edge of the Spider-Verse  | nn. 1-5   |           |
| Spider-Man 2099           | n. 5      |           |
| The Superior Spider-Man   | nn. 32-33 |           |
| Amazing Spider-Man        | nn. 7-8   |           |
| Trama principale          |           |           |
| Amazing Spider-Man        | nn. 9-15  |           |
| Tie-in                    |           |           |
| Scarlet Spiders           | nn. 1-3   |           |
| Spider-Man 2099           | nn. 6-8   |           |
| Spider-Verse              | nn. 1-2   |           |
| Spider-Verse Team-Up      | nn. 1-3   |           |
| Spider-Woman              | nn. 1-4   |           |

## Altri media

### Televisione
- Antecedentemente all'opera a fumetti diversi media avevano già introdotto l'idea di versioni alternative di Uomini Ragno che si incontrano e alleano contro un nemico comune. La prima in assoluto fu la serie animata Spider-Man - L'Uomo Ragno, che nel suo ultimo arco narrativo (episodi dal 12 al 13 della quinta e ultima stagione, Il clone e Addio Uomo Ragno) vede Madame Web radunare un gruppo di Uomini Ragno per fronteggiare una versione cattiva degli stessi, chiamata come il Ragno-Carnage (Spider-Carnage in originale).
- Subito dopo la pubblicazione della serie a fumetti, a partire da marzo 2015, la serie animata Ultimate Spider-Man ha liberamente adattato la storia in un arco narrativo piuttosto lungo (Lo Spider-universo, episodi in quattro parti dal 9 al 12 della terza stagione). Nel corso delle successive stagioni alcuni "Ragni" visti durante questi episodi sono apparsi come guest star e si sono alleati con il protagonista titolare della serie.

### Videogiochi
- Ad essa fecero seguito due videogiochi, Spider-Man: Shattered Dimensions (2010) e Spider-Man: Edge of Time (2011). Nel primo, scritto dall'autore dell'evento a fumetti Dan Slott, il giocatore deve superare numerosi livelli utilizzando quattro diversi Spider-Man (l'Uomo Ragno classico, Spider-Man Noir, l'Uomo Ragno 2099 e l'Ultimate Spider-Man, dotato del costume simbionte) mentre nel secondo, suo seguito, soltanto l'Uomo Ragno classico e quello del 2099 sono disponibili.

### Cinema
- Il film d'animazione Spider-Man - Un nuovo universo (2018) è ambientato in una realtà alternativa dove Spider-Man è stato ucciso da Wilson Fisk (Kingpin) e al suo posto c'è il giovane studente Miles Morales (Ultimate Spider-Man II). A causa di un esperimento del signore del crimine di New York Miles si troverà a incontrare e collaborare con versioni alternative dell'Arrampicamuri: Spider-Woman (Gwen Stacy), Spider-Man (Peter B. Parker), Spider-Man Noir (Peter Parker), SP//dr (Peni Parker) e Spider-Ham (Peter Porker). Verranno ostacolati da Kingpin e i suoi complici: Doc Ock, Prowler, Tombstone, Scorpion e Ultimate Green Goblin. 
  - Sono previsti due seguiti del film, Spider-Man: Across the Spider-Verse (2023) e Spider-Man: Beyond the Spider-Verse (2027). Il primo sequel Miles Morales (assieme con Gwen Stacy e Peter B. Parker) intraprende un'avventura attraverso il multiverso con Spider-Gwen dove incontrano le altre varianti alternative dell'Arrampicamuri: Spider-Man 2099 (Miguel O'Hara), Spider-Woman (Jessica Drew), Spider-Punk (Hobart Brown), Ragno Rosso (Ben Reilly), Spider-Woman (Julia Carpenter), Spider-Man India (Pavitr Prabhakar),  Spider-Man (Takuya Yamashiro) e Spider-Girl (Mayday Parker) e Superior Spider-Man (Otto Octavius), e infine devono affrontare e fermare il dottor Jonathan Ohnn (Macchia).
- Il ventisettesimo film del Marvel Cinematic Universe (MCU), Spider-Man: No Way Home (2021), vede inaspettatamente il ritorno dei due Spider-Man di Tobey Maguire e di Andrew Garfield dai loro rispettivi universi alternativi che incontrano lo Spider-Man di Tom Holland nella Terra-199999, il protagonista assoluto del film. Appaiono anche cinque dei loro nemici, tra cui le versioni del Goblin (Willem Dafoe), del Dottor Octopus (Alfred Molina) e dell'Uomo Sabbia (Thomas Haden Church) della Terra-96283, e le versioni di Electro (Jamie Foxx) e di Lizard (Rhys Ifans) della Terra-120703, mentre il Venom (Tom Hardy) della Terra-TRN688 è apparso solo nell'ultima scena dopo i titoli di coda (come anticipato nel film Venom - La furia di Carnage, dello stesso anno), tutti giunti a causa di un incantesimo del Dottor Strange che ha accidentalmente aperto le porte del "Ragnoverso". Lo stesso incantesimo che ha risolto la crisi multiversale ha anche teletrasportato l'Avvoltoio (interpretato da Michael Keaton) nella stessa Terra-TRN688 (come viene mostrato nel film Morbius del 2022).